# Římskokatolická cyrilometodějská bohoslovecká fakulta v Praze se sídlem v Litoměřicích
Římskokatolická cyrilometodějská bohoslovecká fakulta v Praze se sídlem v Litoměřicích (používaná zkratka CMBF Litoměřice), jejímž dnešním nástupcem je Katolická teologická fakulta Univerzity Karlovy, vychovávala bohoslovce katolické církve v době, kdy komunistická moc odloučila Katolickou teologickou fakultu od University Karlovy podle § 33 a 34 zákona č. 58/1950 Sb., o vysokých školách. Na základě vládního nařízení z 14. července 1950 byla tato fakulta jediným bohosloveckým učilištěm pro přípravu duchovních Římskokatolické církve v českých zemích. Podle tohoto nařízení již děkan nebyl odpovědný církevním představitelům, nýbrž Státnímu úřadu pro věci církevní, který rovněž určoval osnovy a vybíral vyučující. Fakulta nejprve sídlila v Praze a od roku 1953 až do roku 1990 v Litoměřicích.
V roce 1990 byla CMBF včleněna zpět do Univerzity Karlovy jako Katolická teologická fakulta UK na základě zákona č. 163/1990 Sb.

## Pobočka v Olomouci
V letech 1968 až 1974 existovala také pobočka CMBF v Olomouci, kde byl v roce 1968 otevřen první a druhý ročník pětiletého studia (druhý ročník pro studenty, kteří již několik semestrů teologie v minulosti absolvovali) a v roce 1969 znovu první ročník. V roce 1970 však bylo rozhodnuto o zrušení pobočky s tím, že stávajícím studentům bude umožněno dokončení studia. V rámci pobočky probíhalo v letech 1968 až 1971 také dvouleté katechetické studium v dálkové, resp. večerní formě. Pobočka navazovala na dřívější činnost zdejší Cyrilometodějské bohoslovecké fakulty, která byla roku 1950 zrušena a obnovena až v roce 1990.

## Děkani CMBF

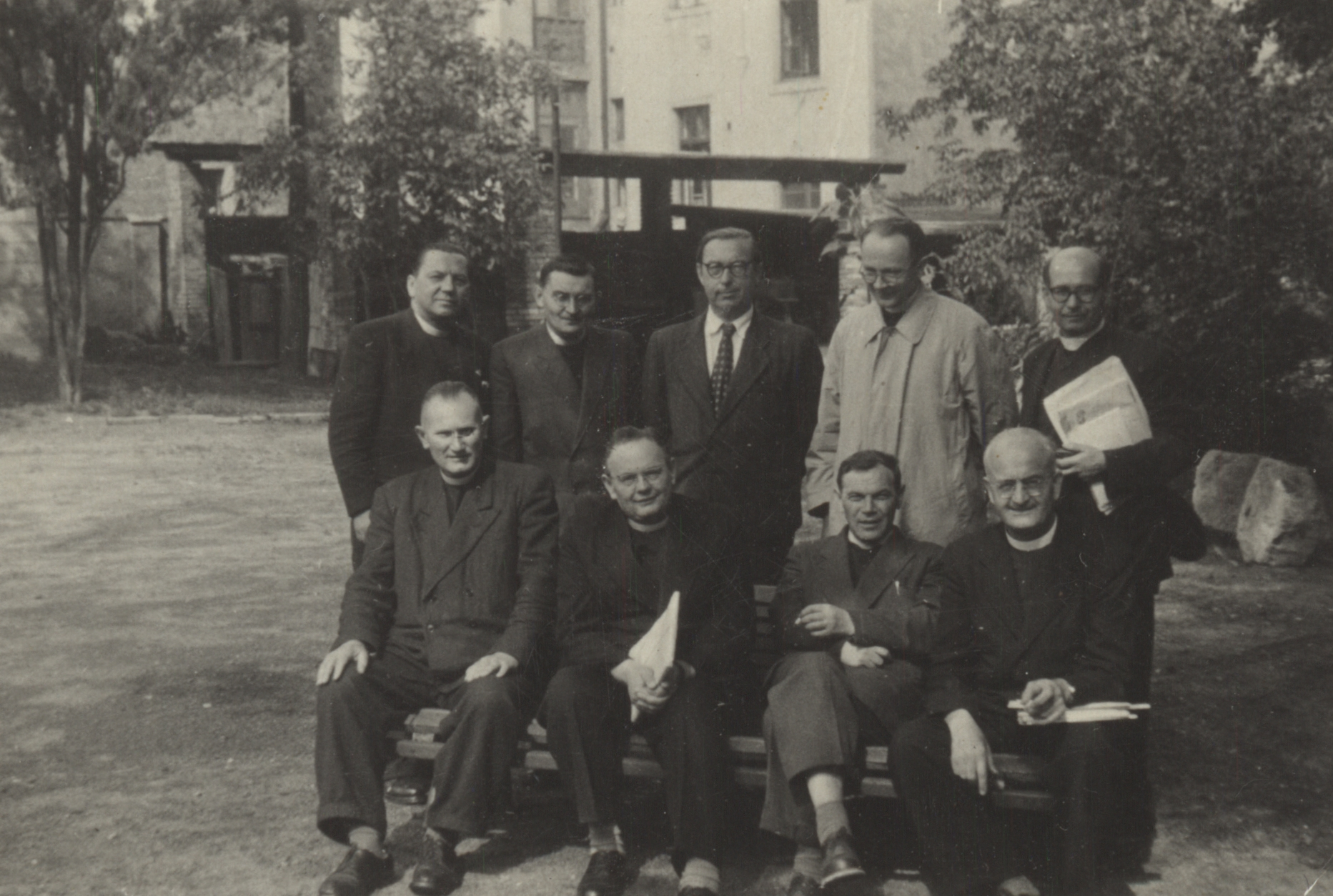
Profesorský sbor CMBF v Litoměřicích v jarním semestru mezi lety 1954–1956. Na fotografii jsou stojící zleva: Jaroslav Kouřil, František Kotalík, František Doubek (vyučoval obor praktické otázky lidové demokracie), Josef Kubalík a Jaroslav Michal. Sedící zleva: Antonín Salajka, Jan Merell, František Panuška a Václav Bartůněk.

- prof. ThDr. Vojtěch Šanda (1950–1952)
- prof. ThDr. Josef Hronek (1953–1954)
- prof. ThDr. Jan Merell (1954–1974)
- prof. ThDr. PaedDr. Ladislav Pokorný (1974–1978)
- prof. ThDr. František Vymětal (1978–1989)

## Proděkan CMBF pro pobočku v Olomouci
- prof. ThDr. Bohumil Zlámal (1968–1974)

## Obory církevních studií a jejich učitelé

### Křesťanská filosofie
- 1950–1955 František Panuška (nejprve zastupoval a poté nahradil Jaroslava Beneše, jenž vyučoval pouze v roce 1950)
- 1953 Jaroslav Kouřil převzal od Františka Panušky kurz obecné etiky
- 1954–1955 Josef Kubalík (připojil se k Františku Panuškovi a Jaroslavu Kouřilovi jako další vyučující)
- 1955–1962 Jan Opatrný (převzal filosofii a s Jaroslavem Kouřilem ji vyučoval až do roku 1962)
- 1962–1965 Miroslav Zedníček (převzal filosofii a spolu s Kouřilem vyučoval obecnou etiku do roku 1964)
- 1965–1968 František Vaněk (převzal veškerou filosofii)
- 1968–1970 František Panuška
- 1970–1972 Miroslav Zedníček a Václav Wolf
- 1972–1974 Miroslav Zedníček a Josef Hermach
- 1974–1975 Vladimír Benda
- 1975–1989 Gustav Čejka

### Fundamentální teologie
- 1950–1977 Josef Kubalík
- 1976–1989 František Vymětal

Úvod do teologie
- 1950–1973 Josef Kubalík
- 1973–1977 Stanislav Novák
- 1979–1989 Gustav Čejka

### Starý zákon
- 1950–1989/1990 František Kotalík
- 1983–1986 Ladislav Tichý (vypomáhal Františku Kotalíkovi)
- 1986–1989/1990 začal Kotalíka postupně nahrazovat Milan Adámek

### Nový zákon
- 1950–1975 Jan Merell
- 1962–1964 Miroslav Zedníček (vypomáhal suplováním Janu Merellovi)
- 1971–1974 Josef Hermach (přednášel spolu s Janem Merellem)
- 1974–1975 František Novák (spolu s Merellem)
- 1975–1986 František Novák (samostatně)
- 1986–1989/1990 Ladislav Tichý

Kurz biblické teologie
- 1969–1970 Jarolím Adámek (kurs byl nepovinný)
- 1970–1972 Josef Hermach (kurs byl povinný, ovšem po roku 1972 kurz zanikl)

### Dogmatická teologie
- 1950–1953 Antonín Salajka a Josef Luska
- 1953–1955 František Panuška (v letech 1954–1957 se k němu připojil Antonín Salajka)
- 1957–1969 Antonín Salajka
- 1969–1970 Václav Wolf (zprvu sekundoval Antonínu Salajkovi v letech 1970–1971 vyučoval dogmatiku celou)
- 1971–1972 Antonín Salajka a Václav Wolf
- 1972–1977 Václav Wolf
- 1977–1989 Jiří Huber

### Morální teologie
- 1950 Antonín Hrdý
- 1951–1953 Jaroslav Kouřil
- 1953–1955 Antonín Salajka
- 1955–1962 František Panuška
- 1962–1969 Karel Sahan
- 1969–1970 Oto Mádr
- 1970–1974 František Panuška
- 1974–1989 Josef Koukl

### Pastorální teologie
V souladu se starší tradicí oboru byla pastorální teologie v letech 1950–68 chápána jako disciplína zahrnující vedle teorie farní duchovní správy, udílení svátostí, homiletiky a úvodu do zpovědní praxe také liturgiku. V tomto rozsahu pastorální teologii vyučoval:
- 1950–1951 Josef Kasan
- 1951–1953 Ladislav Pokorný
- 1953–1968 Jaroslav Kouřil

V roce 1968 došlo k vyčlenění liturgiky jako samostatného oboru. Pastorální teologie se od té doby členila na duchovní správu farnosti, udílení svátostí, homiletiku a úvod do zpovědní praxe, k nimž přechodně přibyla též hodegetika a témata pastoračních aspektů liturgie.
Vyučující v této koncepci byli:
- 1968–1969 Jaroslav Kouřil
- 1969–1970 Josef Zvěřina a Karel Sahan
- 1970–1971 Josef Hermach a Jan Matějka
- 1971–1974 Václav Medek (vyučoval spolu s Josefem Hermachem a Janem Matějkou)
- 1974–1975 Václav Zemanec
- 1975–1983 Vladimír Benda
- 1983–1989/1990 Stanislav Prokop

### Liturgika
Liturgika byla jakožto samostatný obor do studijních plánů zařazena od roku 1968–69 (snaha o to se datuje poprvé k roku 1965), kdy byl její výukou pověřen Zdeněk Bonaventura Bouše, který se jí směl věnovat do konce roku 1969–1970.
- 1970–1977 Ladislav Pokorný
- 1974–1977 Jan Matějka (spolu s Ladislavem Pokorným)
- 1977–1984 František Jedlička
- 1984–1989 Antonín Sporer
- 1989–1990 Jan Matějka

### Církevní dějiny a patrologie
- 1950–1970 Václav Bartůněk
- 1969–1974 Jaroslav Kadlec (do roku 1970 spolu s Václavem Bartůňkem)
- 1971–1982 Václav Medek (do roku 1974 spolu s Jaroslavem Kadlecem, poté samostatně)
- 1982–1989 František Janhuba (v letech 1982–1983 zastupoval nemocného Václava Medka; po Medkově odchodu v roce 1983 převzal veškerou výuku)

### Církevní umění, křesťanská archeologie a ochrana památek
V návaznosti na předchozí tradice figuroval ve studijních plánech teologické fakulty nadále obor církevní umění, křesťanská archeologie a ochrana památek. Jeho postavení i rozsah byl velmi proměnlivý, od 70. let byl přidružen k liturgice a v 80. létech byl redukován pouze na ochranu památek. Se zavedením kurzu jakožto volitelného se počítalo již v roce 1950–1951, zřejmě k tomu ale nedošlo.
- 1951–1960 Josef Cibulka
- 1951 Miloslav Racek (dělal asistenta Josefu Cibulkovi ovšem bez zapojení do výuky)
- 1960–1968 Miloslav Racek
- 1968–1969 vyučující není znám
- 1969–1970 Josef Zvěřina (bývalý Cibulkův asistent)
- 1970–1981 Ladislav Pokorný
- 1981–1984 František Jedlička
- 1984–1989 Antonín Sporer
- 1989–1990 Jan Matějka

### Církevní právo
Pro obor církevního resp. kanonického práva byl nejprve jmenován:
- 1950–1951 Josef Šíma
- 1951–1953 Josef Kasan
- 1953–1972 Jaroslav Michal
- 1972–1989/1990 Miroslav Zedníček
- 1973–1976 Jan Jaroš (vypomáhal Miroslavu Zedníčkovi)

### Pedagogika a katechetika
- 1950–1954 Josef Hronek
- 1950–1951 Ladislav Pokorný (v době nemoci Josefa Hronka krátkodobě zastupoval)
- 1954–1965 Josef Beneš (v letech 1965–1968 již vyučoval pouze katechetiku)
- 1965–1968 Ladislav Pokorný (vyučoval pouze pedagogiku)
- 1968–1969 Josef Poul (v letech 1969–1971 již vyučoval pouze pedagogiku)
- 1969–1971 Stanislav Novák (vyučoval pouze katechetiku)
- 1971–1979 Stanislav Novák (přednášel oba obory)
- 1979–1981 Lubomír Rosenreiter
- 1981–1982 vyučující není znám
- 1982–1983 Miroslav Zedníček, Hynek Wiesner a Josef Koukl
- 1983–1989/1990 Hynek Wiesner

### Církevní zpěv
- 1951–1953 Jan Němeček
- 1953–1958 Jaroslav Zahradník
- 1958–1962 Josef Vlach-Vrutický
- 1972–1975 Josef Olejník

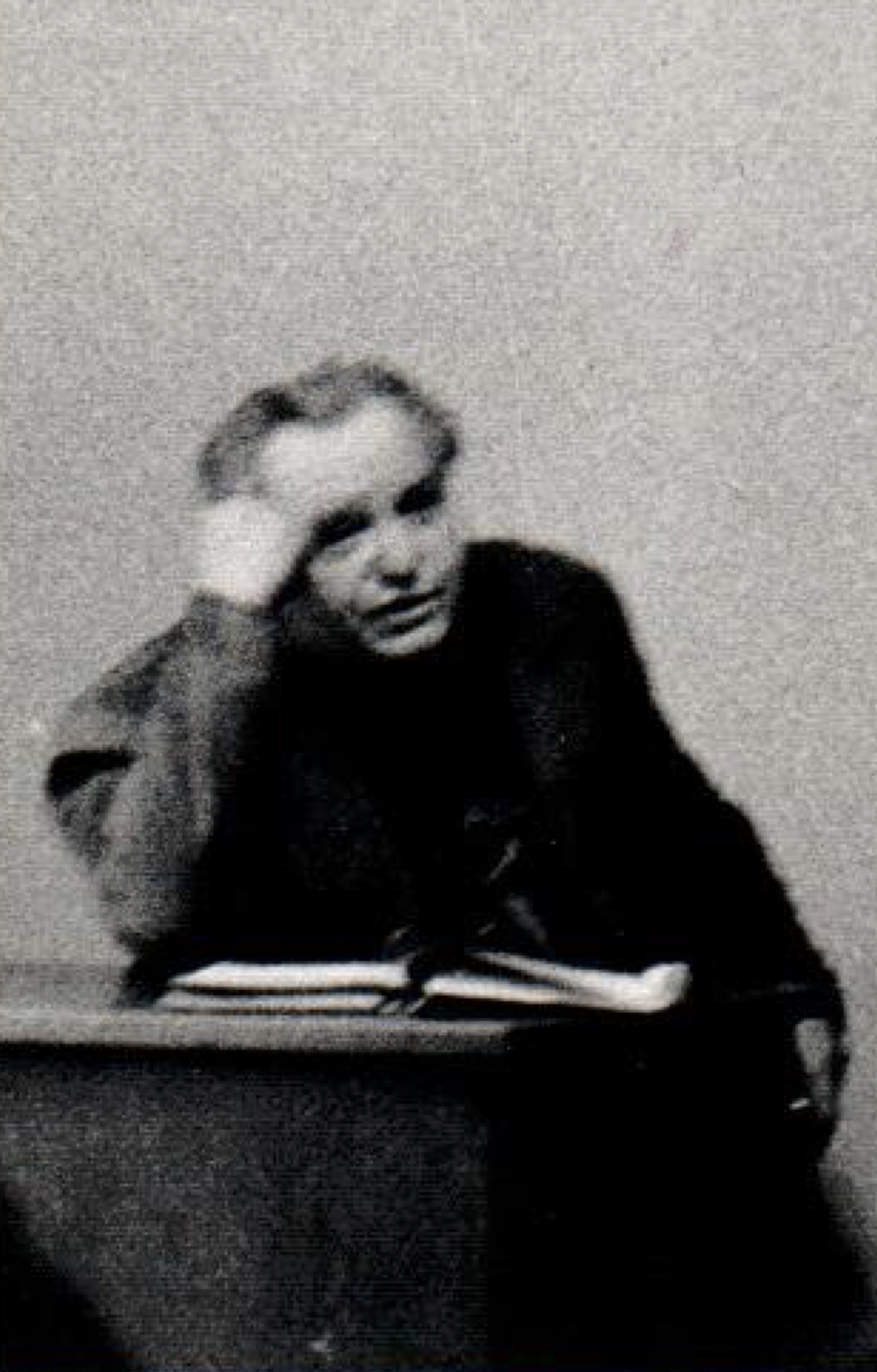
František Víšek při vyučování

- 1975–1977 František Víšek a Josef Koukl
- 1977–1978 Vladimír Koronthály
- 1978–1979 Josef Koukl
- 1979–1980 Vladimír Koronthály
- 1980–1981 Ladislav Pokorný
- 1981–1982 František Víšek
- 1982–1986 Vojtěch Cikrle
- 1986–1989/1990 Dušan Hladík

### Latina a řečtina
Latina
- 1952–1953 Bohumil Kovařík
- 1953–1954 Miloslav Petr
- 1954–1977 František Víšek
- 1969–1971 Miroslav Zedníček (vypomáhal Františku Víškovi)
- 1971–1972 Miroslav Zedníček a Václav Medek (vypomáhali Františku Víškovi)
- 1972–1973 Jaroslav Zrzavý
- 1973–1975 Václav Medek (vypomáhal Františku Víškovi)
- 1975–1976 Miroslav Zedníček a Jan Matějka (vypomáhali Františku Víškovi)
- 1976–1977 Jiří Huber a Jan Matějka (vypomáhali Františku Víškovi)
- 1977–1989/1990 Markéta Koronthályová (přerušení: 1980–1983, 1985–1986 z důvodu mateřské dovolené)
- 1977–1979 František Jedlička (vyučoval latinu společně s Markétou Koronthályovou)
- 1979–1989/1990 Ladislav Tichý

Novozákonní řečtina
- 1952–1953 Bohumil Kovařík
- 1953–1955 Jan Merell
- 1955–1974 František Víšek
- 1974–1989/1990 František Novák

Vyšší kurz řečtiny
- 1950–1971 Jan Merell
- 1971–1974 Josef Hermach
- 1974–1989/1990 František Novák

### Hebrejština a semitské jazyky
- 1950–1952 Vojtěch Šanda (hebrejská četba – tzv. vyšší kurz hebrejštiny)
- 1952–1989/1990 František Kotalík (základní kurz hebrejštiny – doplněn jako předmět v roce 1952; vyšší kurz hebrejštiny)

Volitelné semitské jazyky
- 1950–1952 Vojtěch Šanda
- 1952–1989/1990 František Kotalík

### Církevní slovanština
- 1950–1975 Antonín Salajka (staroslověnština byla povinným předmětem)
- 1975–1976 staroslověnština se stala nepovinným předmětem, chyběl vyučující
- 1977–1980 Markéta Koronthályová
- 1980–1983 chyběl vyučující
- 1983–1989/1990 Markéta Koronthályová

### Další předměty
- 1970–1973 Vladimír Benda: „Úvodní teologický kurs podle Optatam totius 14,1“
- 1975–1977 Josef Knödl: kurz „Asketická teologie“ (jinak se asketice – stejně jako tzv. ritu – vyučovalo v kněžském semináři)
- 1978–1982 Josef Bělohlav: kurz „Farní hospodaření, liturgické a společenské chování“
- 1982–1983 Josef Bělohlav: kurz "Farní hospodaření" (rozdělení původního kurzu na dva, kurz "Farního hospodaření" nebyl po roce 1983 obnoven)
- 1985–1986 Václav Červinka: "Němčina" (nepovinný předmět)
- 1982–1986 Hynek Wiesner: kurz "Liturgické a společenské chování"
- 1986–1989/1990 Dušan Hladík: kurz "Liturgické a společenské chování"

## Pobočka v Olomouci v letech 1968–1974
K pochopení situace olomoucké pobočky je třeba mít na paměti, že v roce 1968–1969 zde byly otevřeny pouze ročníky I.–II., v roce 1969–1970 ročníky I.–III., v roce 1970–1971 ročníky II.–IV., v roce 1971–1972 ročníky III.–V., v roce 1972–1973 ročníky IV.–V. a v roce 1973–1974 pouze ročník V. To s sebou také neslo postupné otevírání a uzavírání jednotlivých kurzů.

### Křesťanská filosofie
- 1968–1969 Vojtěch Tkadlčík
- 1969–1974 Otokar Balcar

### Fundamentální teologie
- 1968–1971 Jiří Batušek
- 1971–1972 se v souvislosti s postupným uzavíráním olomoucké pobočky již předmět nevyučoval

### Starý Zákon
- 1968 Antonín Kleveta
- 1969–1972 Jaromír Tobola
- 1972–1973 se v souvislosti s postupným uzavíráním olomoucké pobočky již předmět nevyučoval

### Nový Zákon
- 1969–1973 František Novák

### Dogmatická teologie
- 1969–1974 Josef Luska

### Morální teologie
- 1969–1971 Emil Pluhař
- 1971–1974 Otokar Balcar

### Pastorální teologie
- 1969–1972 Vojtěch Martinů (Homiletika)
- 1970–1971 Emil Pluhař (Pastorální teologie)
- 1971–1974 Otokar Balcar (Pastorální teologie)
- 1971–1973 Vladimír Kryštovský (Hodegetika)

### Liturgika
- 1968 Antonín Šuránek (od 1. října do 31. prosince 1968 jako lektor liturgiky)
- 1969 Vladimír Kryštovský (vystřídal Antonína Šuránka od února do června 1969)
- 1969–1974 Josef Bradáč

### Církevní dějiny a patrologie
- 1968–1972 Bohumil Zlámal (Církevní dějiny)
- 1969–1971 Václav Medek (Církevní dějiny české)
- 1968–1969 Bohumil Zlámal (Patrologie)
- 1969–1972 Vladimír Kryštovský

### Církevní umění a křesťanská archeologie
- 1969–1971 Jaroslav Studený (Církevní umění a křesťanská archeologie)
- 1972–1973 Bohumil Zlámal (Ochrana památek)

### Církevní právo
- 1969–1971 Josef Ryška
- 1971–1974 Jan Jaroš

### Pedagogika a katechetika
- 1968–1974 Vladimír Kryštovský

### Církevní zpěv
- 1968–1974 Josef Olejník (Liturgický zpěv)

### Latina a řečtina
Latina
- 1968–1971 Václav Stratil (Latina)
- 1969–1970 František Bayer (vypomáhal Václavu Stratilovi ve výuce Latiny)
- 1970–1971 Vojtěch Tkadlčík (vypomáhal Václavu Stratilovi ve výuce Latiny)
- 1971–1973 Vojtěch Tkadlčík (převzal veškerou výuku Latiny)

Novozákonní řečtina
- 1968–1969 Libor Martiš
- 1969–1970 František Novák
- 1970–1972 Vojtěch Tkadlčík

Hebrejština
- 1968–1969 Antonín Kleveta
- 1969–1971 Jaromír Tobola (V dalších letech se již v souvislosti s postupným uzavíráním olomoucké pobočky hebrejštině neučilo.)

### Církevní slovanština
- 1969–1973 Vojtěch Tkadlčík
- 1972–1973 předmět přejmenoval na „Cyrilometodějská otázka“. Poté již kurz pro postupné uzavírání olomoucké pobočky otevřen nebyl.

### Další předměty
- 1969–1974 Vladimír Kryštovský: kurz "Asketika"
- 1969–1970 Stanislav Krátký: kurz "II. Vatikánský koncil"
- 1969–1970 Bohumír Lang: kurz "Filosofie přírodních věd"
- 1972–1973 Jaromír Tobola: kurz "Vědecké metody moderní biblistiky"